# جوزيف تساي
جوزيف تساي هو رائد أعمال كندي، ولد في 1964 في تايبيه في تايوان.